# Formosia moneta
Formosia moneta är en tvåvingeart som beskrevs av Gerstaecker 1860. Formosia moneta ingår i släktet Formosia och familjen parasitflugor. Inga underarter finns listade i Catalogue of Life.